# Курмангу
Курмангу (фр. Courmangoux) је насељено место у Француској у региону Рона-Алпи, у департману Ен (Рона-Алпи).
По подацима из 2011. године у општини је живело 507 становника, а густина насељености је износила 34,21 становника/km².

## Демографија
| 1962. | 1968. | 1975. | 1982. | 1990. | 2011. |
| ----- | ----- | ----- | ----- | ----- | ----- |
| 395   | 354   | 296   | 310   | 327   | 507   |